# 古城镇 (府谷县)
古城镇，是中华人民共和国陕西省榆林市府谷县下辖的一个乡镇级行政单位。
王家梁村是陕西的最北点。

## 行政区划
古城镇下辖以下地区：
古城村、园则湾村、罗家沟村、油房坪村、徐家梁村、五道河村、沙圪坨村和王家梁村。